# Perkbunan Ramunia
Perkbunan Ramunia is een bestuurslaag in het regentschap Deli Serdang van de provincie Noord-Sumatra, Indonesië. Perkbunan Ramunia telt 2235 inwoners (volkstelling 2010).